# Дува, Лу
Луис «Лу» Дува (англ. Louis "Lou" Duva; 28 мая 1922, Нью-Йорк — 8 марта 2017, Патерсон) — американский тренер по боксу, менеджер и промоутер, подготовивший в общей сложности 19 чемпионов мира. Один из основателей семейной промоутерской компании Main Events, работающей с 1978 года до настоящего времени. Член Международного зала боксёрской славы.

## Биография
Лу Дува родился 28 мая 1922 года в Нью-Йорке в семье итальянских мигрантов, был у своих родителей шестым ребёнком из семи детей. Детство провёл в Маленькой Италии, позже его семья переехала в небольшое поселение Тотова, расположенное в пригороде Патерсона, штат Нью-Джерси. Семья жила достаточно бедно, и уже с юных лет Лу вынужден был подрабатывать в разных местах, чтобы помочь родителям.
В возрасте десяти лет благодаря старшему брату Карлу познакомился с боксом, мальчик усердно оттачивал свои боксёрские навыки, уже в двенадцать лет активно выступал на любительском уровне. Тем не менее, его боксёрская карьера складывалась не очень удачно, в основном из-за нехватки времени на тренировки, так как в это время ему приходилось работать и помогать семье.
В 1938 году Лу вступил в Гражданский корпус охраны окружающей среды, при этом вынужден был подделать свидетельство о рождении, поскольку на тот момент ему ещё не исполнилось 18 лет. Отсюда был направлен в Бойсе, Айдахо, а затем в Уолла-Уолла, Вашингтон, где в частности научился водить грузовик.
Во время Второй мировой войны служил в Армии США, дислоцировался на базе в Джэксоне, Миссисипи, но вскоре был уволен из-за участия в кулачных боях с другими солдатами и конфликта с двумя лейтенантами — был направлен в тренировочный лагерь в Техасе, где работал инструктором по боксу.
Вернувшись в 1944 году домой, помогал управлять рестораном и начал карьеру профессионального боксёра — больших успехов не добился: одержал шесть побед, потерпел десять поражений, тогда как в одном случае была зафиксирована ничья. Завязав со спортом, основал транспортную компанию, занимающуюся грузоперевозками, а в 1949 году женился.
Много времени в начале 1950-х годов Лу проводил в боксёрском зале Стиллмана, известном большим количеством тренировавшихся здесь голливудских звёзд. Так, здесь он познакомился с такими знаменитостями как Фрэнк Синатра, Сэмми Дэвис, Фрэнки Валли и некоторыми другими, постепенно заработал репутацию хорошего тренера по боксу, уделял этому делу всё больше и больше времени. В конце концов, получив согласие жены, продал свой основной бизнес с парком из 32 грузовиков и открыл собственный боксёрский зал Garden Gym.
В 1963 году Дува стал хорошим другом известного боксёра Рокки Марчиано, а через некоторое время один из его учеников Джои Джарделло завоевал титул чемпиона мира, выиграв у знаменитого нигерийца Дика Тайгера — это был первый крупный успех на тренерском поприще.
Со временем Дува завлёк в боксёрский бизнес своего сына, дипломированного юриста Дэна Дува, который в апреле 1978 года основал семейную промоутерскую компанию Main Events. Для раскрутки промоушена ими использовалась достаточно агрессивная тактика, сходная с театрализованными шоу профессионального реслинга, например, ради ускорения продажи билетов они выдавали обычного водителя грузовика за принца Заира. В 1979 году на компанию обратил внимание крупный американский телеканал ESPN, состоялось подписание контракта на трансляцию проводимых турниров. В этот момент среди боксёров Main Events уже числились такие выдающиеся чемпионы как Рокки Локридж, Бобби Чез и Ливингстон Брэмбл. Однако из-за напряжённой работы в этом году у Лу Дувы случился первый сердечный приступ, и он решил отказаться от всякой побочной деятельности, сконцентрировавшись исключительно на боксе.
Через некоторое время к Main Events присоединились будущие чемпионы мира Джонни Бамфус и Тони Такер, перспективные проспекты Алекс Рамос, Тони Айяла, Митч Грин — Лу при этом стал их тренером и менеджером. В 1981 году компания организовала первый бой между Шугар Рэй Леонардом и Томасом Хирнсом, выигранный Леонардом нокаутом в 14 раунде — проведённый турнир установил рекорд по сборам среди боёв не тяжёлого веса, собрав 40 млн долларов.
Весьма успешным для Дувы и компании Main Events оказался 1984 год, некоторые из его подопечных получили титулы чемпионов мира, в том числе Бамфус, Локридж и Майк Маккаллум. Состоялось подписание контрактов с участниками Олимпийских игр в Лос-Анджелесе, талантливыми боксёрами-любителями Марком Бриландом, Эвандером Холифилдом, Пернеллом Уитакером, Мелдриком Тейлором и Тайреллом Биггсом, которые впоследствии добились большого успеха и на профессиональном уровне.
В 1985 году Американская ассоциация боксёрских журналистов признала Лу Дуву лучшим менеджером года. В следующем году его подопечный Эвандер Холифилд завоевал титул чемпиона мира, выиграв у Дуайта Мохаммеда Кави, однако триумф тренера был омрачён смертью жены.
В 1987 году чемпионами мира стали Бриланд и Винни Пациенца, а Дува удостоился звания лучшего тренера года по версии Всемирной боксёрской ассоциации. В 1988 году чемпионские титулы получили Тейлор и Бадди Макгирт, в 1989 году за ними последовали Уитакер, Даррин ван Хорн и Джон Джон Молина. Вскоре Холифилд принёс компании ещё один чемпионский титул, отправив в нокаут Дугласа Джеймса.
С этого времени Лу Дува уже считался большой знаменитостью в мире профессионального бокса, его часто приглашали на различные телешоу в качестве гостя и авторитетного эксперта, его учениками мечтали стать многие молодые боксёры. Он исполнил роль тренера известного реслера Родди Пайпера на резонансном шоу «Рестлмания 2». В 1992 году его учеником стал боксёр Эдди Хопсон, уже тринадцатый чемпион мира среди его воспитанников..
В 1996 году от рака скончался его сын Дэн, и управление компанией на себя взяла вдова Дэна Кэти Дува, тогда как другой сын Дино был назначен на должность президента. Спустя четыре года Дино покинул компанию и основал свой собственный промоушен Duva Boxing, тогда как Кэти перешла на пост главного исполнительного директора.
В поздние годы Лу Дува в числе прочих работал с такими известными боксёрами как Майкл Мурер и Артуро Гатти. По окончании скандального поединка между Анджеем Голотой и Риддиком Боу тренер пострадал во вспыхнувшей потасовке на ринге и был вынесен из зала на носилках. Позже выяснилось, что у него отказал дефибриллятор, но его жизни ничего не угрожает.
В 1998 году за выдающиеся достижения на тренерском и промоутерском поприще был введён в Международный зал боксёрской славы. В это время он ещё оставался советником и менеджером нескольких бойцов, принимал участие в работе компании своего сына Дино Duva Boxing. Активно отстаивал права бойцов, помогал детям из неблагополучных семей уйти с улицы и заняться боксом.
Умер 8 марта 2017 года в возрасте 94 лет.